# 泰坦战记
《泰坦战记》（希腊语：Τιτανομαχία）是一部已散佚的古希腊史诗，讲述了宙斯和奥林匹斯众神推翻其父克洛诺斯和他的同辈泰坦神的斗争。
传统上将这首诗归属于科林斯古老的Bacchiad统治家族的半传说吟游诗人尤米勒斯（公元前8世纪），他被珍视为Messenian独立的传统作曲家，为在德洛斯岛上演奏的Prosodion进行曲。
即使在古代，许多作者也引用《泰坦战记》而没有注明作者的名字。M. L. West在分析证据时得出结论，被附在这首诗上的尤米勒斯是唯一可用的名字。根据非常零散的证据，尤米勒斯对泰坦之战的叙述在重要的点上与赫西俄德《神谱》的现存描述不同。这首诗不太可能来自公元前8世纪；韦斯特认为最早的年代是前7世纪末。
《泰坦战记》至少被划分为两部。奥林匹斯神和泰坦神之间的战斗前有某种原始神的神谱或家谱，其中，拜占庭作家Lydus评论说，《泰坦战记》的作者将宙斯的诞生放在了吕底亚而不是克里特岛上，这应该意味着在西庇路斯山上。

## 延伸阅读
- 神谱
- 工作与时日
- 泰坦战记
- 忒拜始末
- 特洛伊始末
- 荷马史诗
- 希腊神话